# 小行星5889
小行星5889（英語：5889 Mickiewicz）是一颗围绕太阳公转的小行星。1979年3月31日，尼古拉·切爾尼赫在克里米亚发现了此天体。
这颗小行星的绝对星等为40.32608等。